# MKS Szczytno
SKS Gwardia Szczytno – polski klub piłkarski założony w 1954 roku w miejscowości Szczytno jako GKS Szczytno, (1957) GKS "Podchorążak" Szczytno, (1976) SKS "Gwardia" Szczytno. Pod nazwą MKS Szczytno występował od 28 listopada 1997.
Klub został rozwiązany 1 lipca 2013 roku. Następnie doszło do fuzji z Redą Szczytno, w wyniku czego powstał SKS Szczytno.

## Sukcesy
- 16 miejsce w II lidze – 1981/82, 1987/88

## Stadion
MKS rozgrywał swoje mecze na Stadionie Sportowym Wyższej Szkoły Policji w Szczytnie.
| Dane techniczne    | Dane techniczne |
| ------------------ | --------------- |
| Wymiary boiska     | 103 × 68 m      |
| Pojemność stadionu | 3000 miejsc     |
| Miejsc siedzących  | 1000            |
| Oświetlenie        |                 |
| Podgrzewana murawa |                 |

## Sezon po sezonie
| Sezon   | Liga                                        | Pozycja | Punkty | Bramki | Uwagi                                            |
| ------- | ------------------------------------------- | ------- | ------ | ------ | ------------------------------------------------ |
| 1996/97 | IV liga                                     | 5       | 51     | 53:25  |                                                  |
| 1997/98 | IV liga                                     | 9       | 35     | 45:47  |                                                  |
| 1998/99 | IV liga                                     | 14      | 40     | 49:59  |                                                  |
| 1999/00 | IV liga                                     | 13      | 30     | 39:62  |                                                  |
| 2000/01 | IV liga (grupa warmińsko-mazurska)          | 16      | 31     | 50:74  | spadek                                           |
| 2001/02 | Liga okręgowa (grupa warmińsko-mazurska I)  | 3       | 58     | 61:28  |                                                  |
| 2002/03 | Liga okręgowa (grupa warmińsko-mazurska I)  | 5       | 47     | 41:38  |                                                  |
| 2003/04 | Liga okręgowa (grupa warmińsko-mazurska I)  | 8       | 46     | 70:48  |                                                  |
| 2004/05 | Liga okręgowa (grupa warmińsko-mazurska I)  | 3       | 58     | 67:30  |                                                  |
| 2005/06 | Liga okręgowa (grupa warmińsko-mazurska I)  | 1       | 71     | 72:21  | awans                                            |
| 2006/07 | IV liga (grupa warmińsko-mazurska)          | 11      | 36     | 35:42  | baraże o utrzymanie                              |
| 2007/08 | IV liga (grupa warmińsko-mazurska)          | 16      | 7      | 15:106 | baraże o IV ligę                                 |
| 2008/09 | IV liga (grupa warmińsko-mazurska)          | 12      | 38     | 43:64  |                                                  |
| 2009/10 | IV liga (grupa warmińsko-mazurska)          | 16      | 23     | 33:64  |                                                  |
| 2010/11 | IV liga (grupa warmińsko-mazurska)          | 13      | 25     | 25:52  | spadek                                           |
| 2011/12 | Liga okręgowa, grupa: warmińsko-mazurska I  | 16      | 22     | 29-77  | spadek                                           |
| 2012/13 | Klasa A, grupa: warmińsko-mazurska I        | 11      | 14     | 21-65  | fuzja z Redą Szczytno po sezonie                 |
| 2013/14 | Klasa A, grupa: warmińsko-mazurska I        | 4       | 36     | 40-21  |                                                  |
| 2014/15 | Klasa A, grupa: warmińsko-mazurska III      | 1       | 48     | 58-18  | awans                                            |
| 2015/16 | Klasa okręgowa, grupa: warmińsko-mazurska I | 10      | 39     | 40-48  |                                                  |
| 2016/17 | Klasa okręgowa, grupa: warmińsko-mazurska I | 13      | 35     | 37-50  | baraże o utrzymanie                              |
| 2017/18 | Klasa okręgowa, grupa: warmińsko-mazurska I | 6       | 47     | 57-61  |                                                  |
| 2018/19 | Klasa okręgowa, grupa: warmińsko-mazurska I | 14      | 27     | 43-99  | baraże o utrzymanie                              |
| 2019/20 | Klasa okręgowa, grupa: warmińsko-mazurska I | 16      | 0      | 12-75  | rozgrywki przedwcześnie zakończone, brak spadków |
| 2020/21 | Klasa okręgowa, grupa: warmińsko-mazurska I | 13      | 32     | 36-59  | baraże o utrzymanie, spadek                      |
| 2021/22 | Klasa A, grupa: warmińsko-mazurska III      | 4       | 49     | 71-33  |                                                  |
| 2022/23 | Klasa A, grupa: warmińsko-mazurska III      | 2       | 59     | 92-26  | baraże o awans, awans                            |
| 2023/24 | Klasa okręgowa, grupa: warmińsko-mazurska I | 9       | 40     | 57-62  |                                                  |

| Oznaczenie kolorami |
| ------------------- |
| IV poziom ligowy    |
| V poziom ligowy     |
| VI poziom ligowy    |
| VII poziom ligowy   |